# Орден Жовтневої Революції
О́рден Жовтне́вої Револю́ції — радянський орден, установлений 31 жовтня 1967 року на честь 50-річчя Жовтневої революції 1917 року. Автор ескізу ордена — художник В. П. Зайцев.

## Статут ордена
Орденом Жовтневої Революції нагороджувалися громадяни СРСР, підприємства, установи, організації і інші колективи трудящих, військові частини і з'єднання, а також республіки, краї, області і міста. Даним орденом нагороджувалися і іноземні громадяни.
Орденом нагороджувалися:
- за активну революційну діяльність, великий внесок в становлення і зміцнення Радянської влади;
- за видатні заслуги в побудові соціалізму і будівництві комунізму;
- за видатні досягнення в області розвитку народного господарства, науки і культури;
- за особливі відвагу і мужність, проявлені в боях з ворогами Радянської держави;
- за видатні заслуги в зміцненні оборонної потужності СРСР;
- за особливо плідну державну і суспільну діяльність;
- за активну діяльність, направлену на розвиток і поглиблення усесторонніх дружніх зв'язків між народами Радянського Союзу і інших держав, зміцненні миру між народами.

Орден Жовтневої Революції носиться на лівій стороні грудей і розташовується після ордена Леніна.

## Опис ордена
Орден Жовтневої Революції є позолоченим, покритим червоною емаллю п'ятикутну зірку на тлі срібного променистого п'ятикутника. У верхній частині п'ятикутної емалевої зірки зображений прапор, покритий червоною емаллю, з написом в два рядки «ОКТЯБРЬСКАЯ РЕВОЛЮЦИЯ». У центрі зірки розташований срібний п'ятикутник із зображенням крейсера «Аврора». П'ятикутник оксидований різними тонами. У нижній частині ордена поміщені накладні серп і молот.
Орден виготовлений з срібла. Накладні серп і молот, розташовані в нижній частині ордена, виготовлені із золото-срібло-паладієво-молібденового сплаву ЗлСрПдМ — 375—100-38. У серпі і молоті вмісту чистого золота — 0,187+0,07 грам, чистого срібла — 0,05+0,02 грам, паладію — 0,019+0,02 грам. У всьому ордені цілком (на 18 вересня 1975 року) вмісту срібла 27,49±1,447 г, вмісту золота — 0,21 р. Загальна вага ордена — 31,0±1,9 грам.
Розмір ордена між протилежними вершинами емалевої зірки — 43 мм. Відстань від центру до вершини будь-якого з променів зірки — 22 мм.
Орден за допомогою вушка і кільця сполучений з п'ятикутною колодкою, покритою шовковою муаровою стрічкою червоного кольору шириною 24 мм. Посередині стрічки п'ять тонких подовжніх блакитних смужок

## Історія ордена
Орденом Жовтневої революції № 1 нагороджено місто-герой Ленінград, № 2 — Москва. Указ про нагородження підписаний 4 листопада 1967 року. Потім орденом була нагороджена Російська Федерація (19 грудня 1967 року) і УРСР (22 грудня 1967 року).
Указом Президії Верховної Ради СРСР від 22 лютого 1968 року орденом Жовтневої Революції нагороджений крейсер «Аврора» за видатні заслуги його екіпажу у Великій Жовтневій соціалістичній революції і при захисті її завоювань, а також за плідну роботу по пропаганді революційних і бойових традицій і у зв'язку з 50-річчям Радянської Армії і Військово-морського Флоту. Це єдиний корабель, удостоєний цієї нагороди.
Тим же Указом від 22 лютого 1968 року за заслуги в будівництві і зміцненні Збройних Сил СРСР і у зв'язку з 50-річчям РА і ВМФ орденом Жовтневої Революції була нагороджена велика група видних радянських воєначальників. Маршали Радянського Союзу Баграмян, Василевський, Голіков, Єрьоменко, Жуков, Конєв, Крилов, Мерецков, Москаленко, Рокоссовський, Соколовський, Тимошенко, Чуйков отримали ордени з № 9-21. Також Указом від 22 лютого були нагороджені адмірал Флоту Радянського Союзу Горшков, головний маршал авіації Вершинін і головний маршал артилерії Воронов. Декілька пізніше цим орденом були нагороджені Маршали Радянського Союзу Батицький, Захаров, генерали армії Горбатов, Жадов, Курочкін та інші.
Орденом нагороджено багато представників міжнародного революційного і робочого руху: Перший секретар Центрального правління Комуністичної партії Німеччини Макс Рейман, Голова Комуністичної партії Аргентини Вікторіо Кодовілья, Перший секретар ЦК Монгольської народно-революційної партії Юмжагийн Цеденбал, Генеральний секретар ЦК СЕПГ Еріх Хонекер, Голова Союзу комуністів Югославії Йосип Броз Тіто, Генеральний секретар ЦК КПЧ Густав Гусак.
У зв'язку з 60-річчям газети «Правда», заснованої Леніним, і відзначаючи її видатні заслуги в комуністичному вихованні трудящих, пропаганді марксизму-ленінізму, мобілізації радянського народу на виконання завдань господарського і культурного будівництва, Президія Верховної Ради СРСР Указом від 4 травня 1972 року нагородила її орденом Жовтневої Революції.
Орденом Жовтневої Революції часто нагороджувалися підприємства, установи і організації. Серед орденоносних колективів можна назвати Московський інструментальний завод «Калібр» (1971), Ленінградський завод «Красногвардієць» (1971), Ленінградське об'єднання «Електросила» (1971), київські заводи «Арсенал» (1971) і «Більшовик» (1982), кіностудію «Мосфільм» (1974), Московський авіаційний інститут (1980), Московський інститут сталі і сплавів (1980), Ленінградський академічний театр драми імені Пушкіна (1981) і безліч інших установ, підприємств і організацій. Указом Президії Верховної Ради СРСР від 18 березня 1977 року орденом Жовтневої Революції були нагороджені професійні союзи СРСР.
Всього проведене 106 462 нагородження. Останнім нагородженим орденом Жовтневої Революції в історії СРСР був начальник Казахської гірничо-геологічної експедиції Державного акціонерного промислового концерну «Будівельні матеріали» республіки Казахстан Атмагамбет Ойнарбаєв. Він був удостоєний цієї нагороди Указом Президента СРСР Михайла Горбачова від 21 грудня 1991 року за «досягнення високих результатів в праці і великий особистий внесок у розвиток сировинної бази будівельних матеріалів республіки». Його орден мав номер 95197.
Двократних кавалерів ордена шість. Це:
- Жозеф Котін — конструктор танків;
- Іван Пстиго — маршал авіації;
- Віктор Меримський — генерал-полковник;
- Андрій Борисович Сєверний — академік, астрофізик;
- Леонід Брежнєв — генеральний секретар ЦК КПРС;
- Володимир Щербицький — український партійний і державний діяч.

1988 року М. С. Горбачов, також кавалер ордена, скасував повторне нагородження.
У СРСР кавалери цього ордена не користувались ніякими пільгами, зараз в Україні їм надана надбавка до пенсії «за особливі заслуги» — 89 гривень 32 копійки.

## Особливості і різновиди ордена
В порівнянні з багатьма радянськими орденами, орден Жовтневої Революції проіснував порівняно недовго — трохи більше двадцяти років. Проте, за цей час з'явилися два варіанти ордена.
Власне знак ордена складається з трьох частин. Першою, основною частиною, є десятикінцева зірка (емалева п'ятикутна і промениста п'ятикутна зірки являють собою одне ціле). Другою частиною є п'ятикутник із зображенням крейсера «Аврора» і червоним прапором (кріпиться до основної частини за допомогою трьох заклепок). Третьою частиною є накладний серп і молот, розташований в нижній частині ордена. Четвертою складовій ордена можна рахувати п'ятикутну колодочку.
Реверс ордену гладкий, злегка увігнутий по краях і плоский в центрі. Центральна плоска частина має форму правильного круга. Клеймо «МОНЕТНЫЙ ДВОР» розташовувалося в центрі реверсу і було виконане в два рядки штампованими буквами однакової величини. Проте, місце розташування клейма не було суворо фіксованим, і на різних екземплярах ордена клеймо може зміщуватися у верхній-нижньому напрямі на відстань до 5 мм. Номер ордена розташований горизонтально, безпосередньо під клеймом монетного двору. Номер нанесений за допомогою інструменту, що обертається.

### Варіант 1
Випускався з 31 жовтня 1967 року до 1974 року. На реверсі чотири заклепки. Три заклепки розташовано біля меж круглої плоскої частини реверсу: дві по сторонах від клейма монетного двору (на 2 і 10 годин), а третя під номером ордена (на 6 годин). Ці три заклепки утримують центральний п'ятикутник із зображенням крейсера «Аврора». Остання, четверта заклепка розташована безпосередньо під третьою (нижче за неї на 6 мм), у нижнього краю ордена (на 6 годин). Ця четверта заклепка утримує серп і молот. Таким чином, у першого варіанту ордена серп і молот утримується однією заклепкою. Мінімальний відомий номер ордена — 2, максимальний — 57987.

### Варіант 2
Випускався з 1974 року до моменту розпаду Радянського Союзу в 1991 році. На реверсі п'ять заклепок. Три заклепки, що утримують п'ятикутник з «Авророю», розташовано аналогічно попередньому варіанту. Проте серп і молот утримується двома заклепками. Дві ці заклепки розташовані горизонтально на відстані 6 мм один від одного у нижнього краю ордена, на 6 мм нижче і по сторонах від третьої заклепки на 6 годин. Мінімальний відомий номер ордена — 58645, максимальний — 111248.

### Дублікати
При втраті нагородженим свого ордена (медалі), його заміна, як правило, не проводиться. Замість втраченої нагороди може бути виданий дублікат лише як виняток — при його втраті в бойовій обстановці, втраті в результаті стихійного лиха або при інших обставинах, коли нагороджений не міг запобігти цій втраті. На оборотній стороні дубліката ордена (медалі) відтворюється номер втраченої нагороди з додаванням букви «Д». Ця буква може бути нанесена як методом штампування, так і за допомогою штихеля. На деяких дублікатах буква «Д» може бути відсутньою. Цифри номера дубліката зазвичай маленького розміру і нанесені методом штампування.

## Колекційна цінність
Враховуючи те, що орден Жовтневої Революції серед радянських нагород займав друге місце у рангу після ордена Леніна і відноситься до досить рідкісних, на антикварних ринках його ціна сягає 500 доларів США, якщо він продається з документацією, а копія, що практично не відрізняється від оригіналу, коштує 150—170$.